# Уитли, Итан
И́тан Джо́зеф Уи́тли (англ. Ethan Joseph Wheatley; родился 20 января 2006, Стокпорт) — английский футболист, нападающий клуба «Манчестер Юнайтед». В сезоне 2025/26 выступает за «Нортгемптон Таун» на правах аренды.

## Клубная карьера
Уроженец Стокпорта, Уитли является воспитанником футбольной академии «Манчестер Юнайтед». Вскоре после своего 18-го дня рождения в январе 2024 года подписал свой первый контракт с клубом.
24 апреля 2024 года дебютировал в основном составе «Манчестер Юнайтед» в матче Премьер-лиги против «Шеффилд Юнайтед». Он стал 250-м выпускником футбольной академии «Манчестер Юнайтед», дебютировавшим за первую команду клуба.
25 января 2025 года отправился в аренду в клуб Лиги 2 «Уолсолл».
1 августа 2025 года отправился в сезонную аренду в клуб Лиги 1 «Нортгемптон Таун» до конца сезона 2024/25.

## Карьера в сборной
Выступал за сборные Англии до 17, до 18 и до 19 лет.